# Вушна сірка

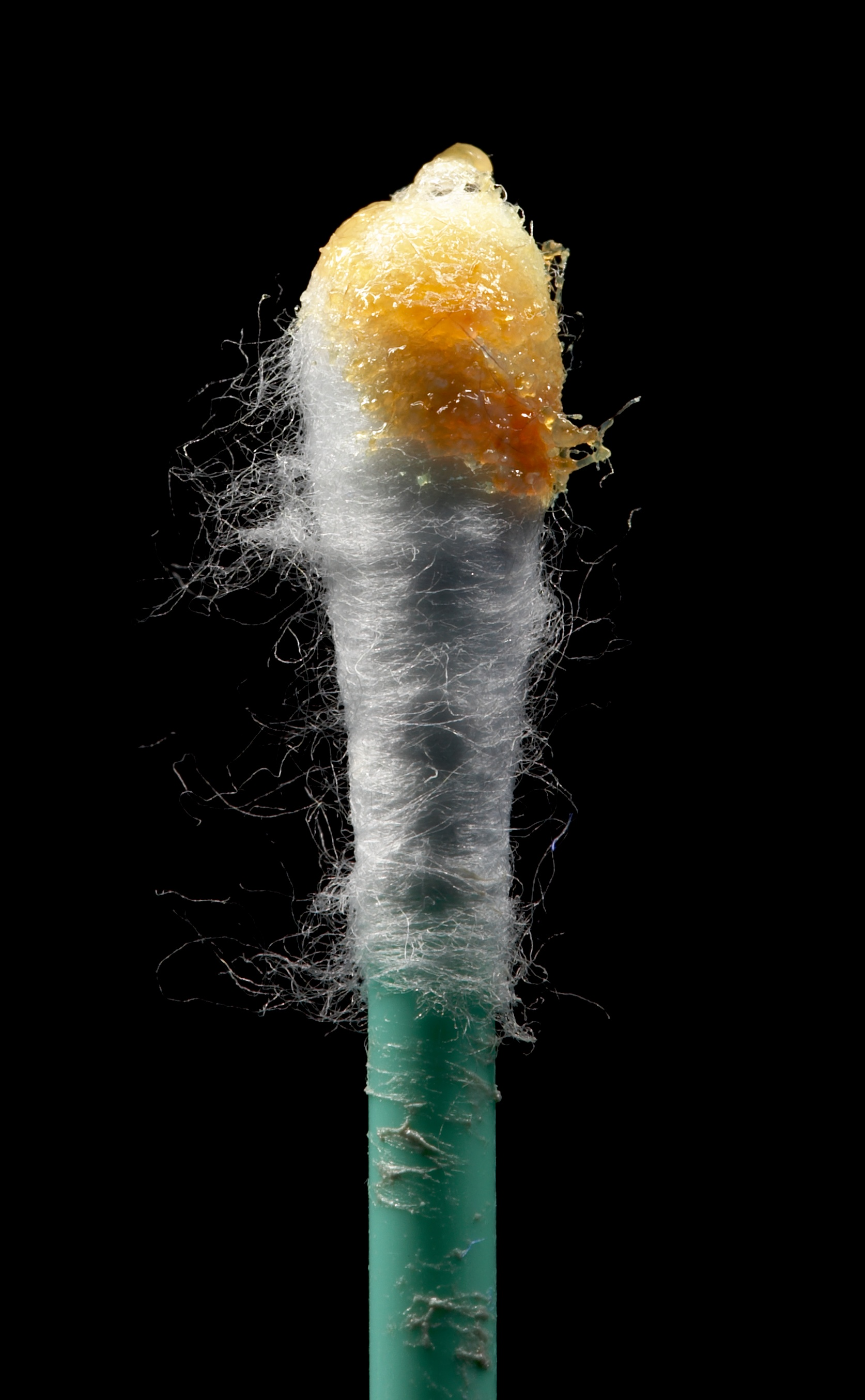
Вушна сірка

Вушна́ сі́рка, також вушний віск (лат. cerumen) — жовто-коричнева, як мастило, секреція, що виробляється сірчаними залозами слухового проходу у вухах людей та інших ссавців. Вушна сірка служить для очищення й змащення слухових каналів, а також являє собою захист від бактерій, грибків та комах.
Надлишок вушної сірки може притиснути барабанну перетинку й призвести до часткової втрати слуху, а також шуму у вухах, запаморочення, блювоти й судом.

## Опис
У зовнішньому вусі близько 2000 сірчаних залоз, які виділяють 12-20 мг вушної сірки на місяць. Сірка складається з білків, жирів, вільних жирних кислот, мінеральних солей. Частина білків є імуноглобулінами, які виконують захисну функцію. pH вушної сірки дорівнює 4-5, що протидіє розвитку бактеріальної та грибкової флори. Крім того, до складу сірки входять відмерлі клітини, шкірне сало, пил та інші включення. До фізіологічних функцій вушної сірки належить також зволоження та захист шкіри зовнішнього слухового проходу. Вушна сірка разом з акумульованими на ній забрудненнями природним чином виводиться із слухового проходу назовні жувальними рухами. Однак, у значної кількості людей є природна схильність до гіперсекреції сірки, а також особлива (частіше — просто вузька) форма вушного проходу, яка не сприяє ефективному видаленню сірки. Основна причина гіперсекреції — подразнення шкіри слухового проходу. Гіперсекреція найчастіше виникає у людей, які користуються різними слуховими приладами, а також ватяними паличками. У результаті хронічного подразнення слухового проходу сірка накопичується й забиває слуховий прохід.
Найпопулярніше у населення видалення надлишків сірки — використання ватних паличок, але ефект буде повністю протилежним. Це пов'язано з порушенням природного механізму самоочищення внаслідок впливу ватною паличкою. Паличка у будь-якому випадку буде сприяти зсуву сірки до барабанної перетинки. Отже, застосування ватних паличок з профілактичною метою лише збільшує ризик утворення корку, як за рахунок подразнення шкіри слухового проходу, так і за рахунок «утрамбування» вже утвореної сірки.